# İoanna Kuçuradi
İoanna Kuçuradi (Isztambul, 1936. október 4.) török filozófus, a Török Filozófiai Társaság elnöke, a Maltepei Egyetem oktatója.

## Élete
Isztambulban született 1936. október 4-én, görög származású családban. 1954-ben végzett a Zappeion Görög Leánygimnáziumban, majd filozófiát tanult az Isztambuli Egyetemen, ahol 1959-ben végezte el az alapképzést. 1965-ben ugyanezen az egyetemen szerezte meg PhD-jét. Az Isztambuli Egyetemen és az erzurumi Atatürk Egyetemen tanított adjunktusként. Alapítója és vezetője volt a Hacettepei Egyetem filozófia tanszékének, ahol tanított is. 1997 és 2005 között ugyanezen az egyetemen az általa alapított Emberi Jogok Filozófiájának Kutatóközpontját is vezette; 2006-tól a Maltepei Egyetemen tölti be ugyanezt a pozíciót. 1998 óta az UNESCO Emberi Jogok Filozófiájának Tanszékét vezeti a Hacettepei Egyetemen, illetve 2009-től a Maltepei Egyetemen. Az Isztambuli Egyetem, az Atatürk Egyetem és a Hacettepei Egyetem mellett tanított a Yeditepei Egyetemen is.
Hatással volt rá: Arisztotelész, Immanuel Kant, Friedrich Nietzsche, Max Scheler.

## Kitüntetések
- Goethe-medál (1996)
- A Krétai Egyetem díszdoktora (1996)
- A Török Tudományos Akadémia kitüntetése (1996)
- Hacettepe University Prize for Scientific Achievement (Academic years 1994-1995 and 1995–1996)
- A limai Ricardo Palma Egyetem díszdoktora (2000)
- A Török Újságírószövetség 1999-es Sajtószabadság-díja (2000)
- A Német Szövetségi Köztársaság Nagykeresztje (2001)
- UNESCO Emberi Jogok Oktatási Díja (2002)
- Huésped Ilustra de la Ciudad de La Habana (2002)
- Mustafa N. Parlar Prize for Scientific Achievement (2003)
- UNESCO Arisztotelész-medál (2003)
- Diyarbakıri Orvosi Szövetség Béke-, Barátság- és Demokrácia-díja (2004)
- Council of Secular Humanism’s Planetary Humanist Philosopher’s Award (2005)

## Fordítás
- Ez a szócikk részben vagy egészben  a(z)   İoanna Kuçuradi című angol Wikipédia-szócikk ezen változatának fordításán alapul.  Az eredeti cikk szerkesztőit annak laptörténete sorolja fel. Ez a jelzés csupán a megfogalmazás eredetét és a szerzői jogokat jelzi, nem szolgál a cikkben szereplő információk forrásmegjelöléseként.